# Гольфстрим (картина)
Гольфстри́м — одна з найкращих картин пізнього періоду творчості американського художника Вінслова Гомера (1836—1910).

## Передісторія
Гомер починав свою художню кар'єру як учень в літографській майстерні. В роки громадянської війни він працював ілюстратором в нью-йоркському журналі «Харперс Викли». Саме тоді він і створив свою історичну композицію — «Полонені на фронті».
Після подорожі у Англію, де він мешкав два роки в маленькому містечку на узбережжі Північного моря, тематика його картин змінилася. В неї увійшли марини та картини і акварелі з зображенням узбережжя.
Він декілька разів перетинав Атлантичний океан і Гольфстрім. Так, його перша морська подорож у Карибський басейн відбулася ще 1885 року. В творчому доробку митця — декілька малюнків з зображенням щогли, акул в морі, передньої частини човна, котрі вважають штудіями художника, використаними для створення картини «Гольфстрим». Існує акварель 1889 року з зображенням афроамериканця на човні та акул у воді. Можливим поштовхом для створення твору була також розповідь про британського капітана  МакКейба, котрий ще 1814 року був пограбований піратами і на малому човнику намагався дістатися маленького острівця, потрапив у шторм, але встиг рятуватися. Однак, він помер у Нассау від жовтої гарячки. Розповідь про це художник почув на Багамах.

## Опис твору
Картина «Гольфстрим» створена зрілим майстром. Він і раніше не був схильним сприймати море і морську стихію спокійно. Картина «Тато повертається» — швидше виняток в його творчості. Море для художника після років спостережень стало уособленням стихії драматичної, суворої і небезпечної для людей. Тривожні передчуття насичують і композицію картини «Гольфстрим» — і через штормовий вітер, і через неспокійні хвилі, і через акул, що чатують поряд з малим човном, яким втратив можливість керувати негритянський рибалка.

## Глузуваня відвідувачів виставки
1900 року художник відіслав картину «Гольфстрим» у місто Філадельфія, де відбувалась чергова виставка у Пенсільванській академії образотворчих мистецтв.
Праця над картиною не припинилася і після виставки у Філадельфії. Вінслов Гомер переробив воду, використавши темні фарби, аби показати небезпечну глибину. Переробки торкнулися і самого човна, де була зламана і втрачена щогла, пошкоджений один борт, тобто посилив ознаки біди на морі і того, що рибальський човен втратив підвладність людині. Художник додав ім'я човну (Anna — Key West). Картину «Гольфстрим» з посиленими ознаками біди художник подав 1906 року на виставку в інститут Карнегі у місті Піттсбург, запросивши за неї 4000 долярів.
Того ж 1899 року він створив і окрему акварель «Торнадо убивця» або «Після шторму», де подав один з варіантів, котрим могла закінчитися трагедія на морі.
Байдикуючі глядачі на виставці почали глузувати з картини, не відчувши трагедійності ситуації. Регіт і глузування викликала зграя акул, а саму картину називали «усміхнені акули».

## Провенанс
Відгуки у періодичних виданнях грішили розбіжностями. Однак, картину вважали досить вдалим твором і вже взимку 1906 року її обрали для виставки в Національній Академії мистецтв США. За рекомендацією журі Академії полотно 1906 р. придбали для експонування в Метрополітен-музей. В Сполучених Штатах набули впливу процеси самоідентифікації у мистецтві, а твір Вінслоу Гомера з незапозиченим сюжетом цілком укладався у ці вимоги.